# Data plane
Il data plane (o forwarding plane) è un elemento di una rete di computer. È una componente software che permette lo spostamento dei dati, tramite trasmissione di pacchetti IP,  rispettando le regole del control plane.
Nelle reti di computer un "plane" è un concetto astratto che indica il punto in cui determinati processi hanno luogo.
La separazione concettuale tra il data plane e il control plane è stata creata da diverso tempo. Un esempio si ha in Unix, dove le operazioni di base sui file sono open, close per il control plane e read, write per il data plane.

## Commutazione di pacchetto
La separazione concettuale tra il data plane e il control plane nella programmazione software si è rivelata utile nel campo della commutazione di pacchetto, in cui ha avuto origine.